# 馬里利亞鱷
馬里利亞鱷（屬名：Mariliasuchus）是中真鱷類諾托鱷類的一屬，生存於白堊紀晚期的巴西。
化石是在1995年由巴西古生物學家William Nava發現於巴西馬里利亞附近，屬於阿達曼蒂納組（Adamantina Formation）地層。在1999年，由巴西古生物學家Ismar de Souza Carvalho與Reinaldo J. Bertini所敘述、命名。模式種是M. amarali，種名是以巴西自然學家Sérgio Estanislaw do Amaral為名。在2007年，第二個種被命名，M. robustus。

## 化石材料
到目前為止，已發現了數個M. amarali標本。模式標本（編號UFRJ DG 50-R）是一個部份完整的天然狀態骨骸，包含接近完整的頭顱骨、部分脊椎、以及部分四肢。該標本來自於一個未成年個體。
所有標本都發現於馬里利亞鎮附近的路塹。牠們來自於阿達曼蒂納組地層上部，地質年代可能為晚白堊紀坎潘階到馬斯垂克階。

## 分類系統
在2006年，Zaher等人的親緣分支分類法研究發現馬里利亞鱷與科瑪繪鱷有接近親緣關係，屬於科瑪繪鱷科演化支。Andrade等人針對某些中真鱷類的齶骨與鼻後孔的研究，也得到相同的結論。

## 古生物學

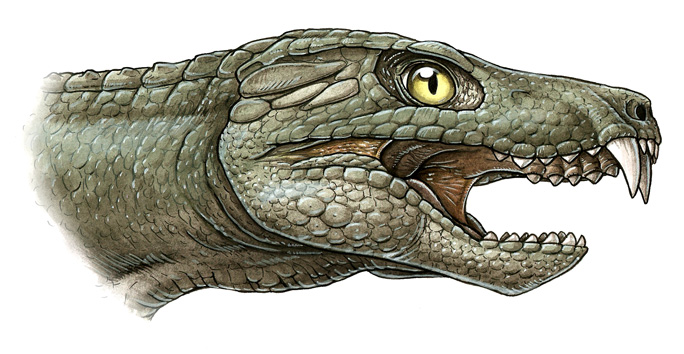
馬里利亞鱷的頭部

不像現代鱷魚，馬里利亞鱷居住於陸地上。馬里利亞鱷的鼻孔位於頭顱骨前部，而現代鱷魚的鼻孔位於口鼻部前方，以協助牠們浸泡在水面下時，仍可以保持呼吸。此外，馬里利亞鱷的眼睛朝後，現代鱷魚的眼睛往前。馬里利亞鱷的齒列非常不同，分化為門齒形、犬齒形、臼齒形牙齒。最特殊的是牠們的最前方牙齒，較為平行，而非垂直。這種特殊牙齒排列的功能仍不清楚，但Vasconcellos在2002年將馬里利亞鱷的齒列與豬相比較，指出牠們的食性跡象可能是趨同演化的結果。馬里利亞鱷也擁有強壯的頜部肌肉，顯示出下頜有良好活動範圍。
馬里利亞鱷的標本似乎有顯著程度的變化。有些差異可能與個體發展變化有關係，而有些則是兩性異形的結果，某些標本甚至應歸類於其他動物。
Vasconcellos與Carvalho在2005年的個體發生學研究，指出在馬里利亞鱷的成長階段，牠們的頭顱骨變得比例較短、較為堅硬、後部壓縮。馬里利亞鱷的成年個體與年輕個體相比，眼眶較不圓。

## 外部連結
- Andrade et al (2006) （页面存档备份，存于）
- Vasconcellos & Carvalho (2006)
- Vasconcellos et al (2002)
- Zaher et al (2006) （页面存档备份，存于）